# Сотниківка
Сотникі́вка — село в Україні, в Яготинській міській громаді Бориспільського району Київської області. Населення становить 739 осіб (01.01.2023).

## Історія
Засноване у 1729 році.
Селище є на мапі 1812 року.
1859 - 85 дворів, 666 жителів.
1910 року - село Яготинської волості Пирятинського повіту Полтавської губернії, 211 господарств, 1321 мешканець разом з найманими робітниками.
У 1802 - 1923 рр.  належало до Полтавської губернії, Пирятинський повіт. 1923 - Яготинського району Прилуцької округи Полтавської губернії.
На початку 1930-х років входило до складу Пирятинського району Полтавської області. У перші роки радянської влади село одержало від міста інвентар для сільськогосподарських робіт. У 1928 році комуністи організували ТСОЗ.
Село постраждало від колективізації та Голодомору — геноциду радянського уряду проти української нації. У 1930-х роках до населення почали застосовуватись репресивні заходи — відбирались продукти харчування, худоба, сільськогосподарська техніка. Перетятька Павла, Перетятька Івана, Куця Петра, Куця Митрофана, Пінчука Миколу сільські активісти-комнезамівці оголосили ворогами народу, їх було засуджено до виправних таборів, а їхні сім'ї викинуто з обійсть без засобів для прожиття.
Після 1955 року приєднана Томарівка.
Загальна кількість жертв Голодомору за свідченнями очевидців — понад 600 осіб. У 1993 році на сільському кладовищі встановлено пам'ятний знак жертвам Голодомору.
З 2020 року входить в склад Яготинської міської громади.

## Уродженці
- Юзефович Михайло Володимирович (1802—1889) — російський державний службовець, освітній, культурний і громадський діяч, публіцист українського походження. Голова Київської археографічної комісії (1857—1889). Один із ініціаторів видання Емського указу 1876 року та закриття Південно-Західного відділу Російського географічного товариства.
- Григо́рий Бори́сович Ма́рченко (укр. Григорій Борисович Марченко; 13 марта 1951, Киевская область, Украинская ССР, СССР — 24 января 2017, Киев, Украина) — советский и украинский военный деятель, директор Департамента реагирования на чрезвычайные ситуации Государственной службы Украины по чрезвычайным ситуациям, первый заместитель командующего Национальной гвардией Украины — начальник Главного штаба, генерал-лейтенант.